# غوارو
بلدية غوارو (بالإسبانية: Guaro) هي بلدية تقع في مقاطعة مالقة التابعة لمنطقة أندلوسيا جنوب إسبانيا.

## الديموغرافيا
بلغ عدد سكان بلدية غوارو 2.310 نسمة عام 2011 (وفقاً للمعهد الوطني الإسباني للإحصاء).
| 2.011 | 1.901 | 2.052 | 2.096 | 2.273 | 2.272 | 2.310 |